# Mispelhoef (buurt)
Mispelhoef is een buurt in Eindhoven. Op 1 januari 2023 telde de buurt 25 inwoners, verdeeld over 8 woningen, op een oppervlakte van 2,96 km².
Deze buurt wordt omsloten door de Rijksweg 2, de spoorlijn van 's-Hertogenbosch naar Eindhoven en de Anthony Fokkerweg.
De buurt heette oorspronkelijk Expeditiecentrum Acht, naar het expeditiecentrum van Philips dat in 1958 werd geopend. Na verloop van tijd trok Philips zich terug en kwamen er steeds meer andere bedrijven, waarop de buurt, omstreeks 1980, werd omgedoopt in Bedrijventerrein Acht. 
Uiteindelijk werd de naam veranderd in Mispelhoef, hoewel de boerderij van die naam zich juist buiten, en ten zuidwesten van, de buurt bevindt. Wél ligt de Mispelhoefstraat in deze buurt.
Zie ook
- Lijst van buurten en wijken in Eindhoven